# Mexicaans voetbalelftal (vrouwen)
Het Mexicaans vrouwenvoetbalelftal is een voetbalteam dat uitkomt voor Mexico bij internationale wedstrijden, zoals de CONCACAF Gold Cup.

## Prestaties op eindronden

### Wereldkampioenschap
| Jaar   | Resultaat           | Wed                 | W                   | G                   | V                   | DV                  | DT                  |
| ------ | ------------------- | ------------------- | ------------------- | ------------------- | ------------------- | ------------------- | ------------------- |
| 1991   | Niet gekwalificeerd | Niet gekwalificeerd | Niet gekwalificeerd | Niet gekwalificeerd | Niet gekwalificeerd | Niet gekwalificeerd | Niet gekwalificeerd |
| 1995   | Niet gekwalificeerd | Niet gekwalificeerd | Niet gekwalificeerd | Niet gekwalificeerd | Niet gekwalificeerd | Niet gekwalificeerd | Niet gekwalificeerd |
| 1999   | Groepsfase          | 3                   | 0                   | 0                   | 3                   | 1                   | 15                  |
| 2003   | Niet gekwalificeerd | Niet gekwalificeerd | Niet gekwalificeerd | Niet gekwalificeerd | Niet gekwalificeerd | Niet gekwalificeerd | Niet gekwalificeerd |
| 2007   | Niet gekwalificeerd | Niet gekwalificeerd | Niet gekwalificeerd | Niet gekwalificeerd | Niet gekwalificeerd | Niet gekwalificeerd | Niet gekwalificeerd |
| 2011   | Groepsfase          | 3                   | 0                   | 2                   | 1                   | 3                   | 7                   |
| 2015   | Groepsfase          | 3                   | 0                   | 1                   | 2                   | 2                   | 8                   |
| 2019   | Niet gekwalificeerd | Niet gekwalificeerd | Niet gekwalificeerd | Niet gekwalificeerd | Niet gekwalificeerd | Niet gekwalificeerd | Niet gekwalificeerd |
| / 2023 | Niet gekwalificeerd | Niet gekwalificeerd | Niet gekwalificeerd | Niet gekwalificeerd | Niet gekwalificeerd | Niet gekwalificeerd | Niet gekwalificeerd |
| Totaal | 3/9                 | 9                   | 0                   | 3                   | 6                   | 6                   | 30                  |

### Olympische Spelen
| Jaar   | Resultaat           | Wed                 | W                   | G                   | V                   | DV                  | DT                  |
| ------ | ------------------- | ------------------- | ------------------- | ------------------- | ------------------- | ------------------- | ------------------- |
| 1996   | Niet gekwalificeerd | Niet gekwalificeerd | Niet gekwalificeerd | Niet gekwalificeerd | Niet gekwalificeerd | Niet gekwalificeerd | Niet gekwalificeerd |
| 2000   | Niet gekwalificeerd | Niet gekwalificeerd | Niet gekwalificeerd | Niet gekwalificeerd | Niet gekwalificeerd | Niet gekwalificeerd | Niet gekwalificeerd |
| 2004   | Kwartfinale         | 3                   | 0                   | 1                   | 2                   | 1                   | 8                   |
| 2008   | Niet gekwalificeerd | Niet gekwalificeerd | Niet gekwalificeerd | Niet gekwalificeerd | Niet gekwalificeerd | Niet gekwalificeerd | Niet gekwalificeerd |
| 2012   | Niet gekwalificeerd | Niet gekwalificeerd | Niet gekwalificeerd | Niet gekwalificeerd | Niet gekwalificeerd | Niet gekwalificeerd | Niet gekwalificeerd |
| 2016   | Niet gekwalificeerd | Niet gekwalificeerd | Niet gekwalificeerd | Niet gekwalificeerd | Niet gekwalificeerd | Niet gekwalificeerd | Niet gekwalificeerd |
| Totaal | 1/6                 | 3                   | 0                   | 1                   | 2                   | 1                   | 8                   |

### CONCACAF
| Jaar   | Resultaat           | Wed                 | W                   | G                   | V                   | DV                  | DT                  |
| ------ | ------------------- | ------------------- | ------------------- | ------------------- | ------------------- | ------------------- | ------------------- |
| 1991   | Groepsfase          | 3                   | 1                   | 0                   | 2                   | 9                   | 16                  |
| 1993   | Niet gekwalificeerd | Niet gekwalificeerd | Niet gekwalificeerd | Niet gekwalificeerd | Niet gekwalificeerd | Niet gekwalificeerd | Niet gekwalificeerd |
| 1994   | Derde plaats        | 4                   | 1                   | 1                   | 2                   | 6                   | 19                  |
| 1998   | Tweede              | 5                   | 3                   | 1                   | 1                   | 20                  | 6                   |
| 2000   | Groepsfase          | 3                   | 1                   | 0                   | 2                   | 7                   | 3                   |
| 2002   | Derde plaats        | 5                   | 3                   | 0                   | 2                   | 11                  | 7                   |
| 2006   | Derde plaats        | 3                   | 2                   | 0                   | 1                   | 6                   | 2                   |
| 2010   | Tweede              | 5                   | 3                   | 0                   | 2                   | 11                  | 7                   |
| 2014   | Derde plaats        | 5                   | 3                   | 0                   | 2                   | 17                  | 7                   |
| 2018   | Groepsfase          | 3                   | 1                   | 0                   | 2                   | 4                   | 9                   |
| 2022   | Groepsfase          | 3                   | 0                   | 0                   | 3                   | 0                   | 5                   |
| Totaal | 10/11               | 39                  | 18                  | 2                   | 19                  | 94                  | 85                  |

### Pan-Amerikaanse Spelen
| Jaar   | Resultaat     | Wed | W  | G | V | DV | DT |
| ------ | ------------- | --- | -- | - | - | -- | -- |
| 1999   | Runner-up     | 4   | 1  | 2 | 1 | 15 | 9  |
| 2003   | Derde plaats  | 4   | 3  | 0 | 1 | 10 | 5  |
| 2007   | Vierde plaats | 6   | 3  | 0 | 3 | 11 | 7  |
| 2011   | Derde plaats  | 5   | 2  | 2 | 1 | 3  | 2  |
| 2015   | Derde plaats  | 5   | 3  | 0 | 2 | 10 | 8  |
| Totaal | 5/5           | 24  | 12 | 4 | 8 | 49 | 31 |

## Selecties

### Olympische Spelen
| Doel        |                      |  |  |                                             |
| 1           | Jennifer Molina      |  |  | Colgate University                          |
| 18          | Pamela Tajonar       |  |  | —                                           |
| Verdediging |                      |  |  |                                             |
| 2           | Elizabeth Goméz      |  |  | Universiteit van Miami                      |
| 3           | Marlene Sandoval     |  |  | California SU                               |
| 4           | Mónica González      |  |  | Boston Breakers                             |
| 5           | María Castillo       |  |  | Palomas                                     |
| 12          | Laura Maravillas     |  |  | Palomas                                     |
| 14          | Nancy Gutiérrez      |  |  | Arsenal Soccer                              |
| Middenveld  |                      |  |  |                                             |
| 6           | Mónica Vergara       |  |  | Andreas Soccer                              |
| 7           | Juana Lopéz          |  |  | Club Necaxa                                 |
| 8           | Fátima Leyva         |  |  | Santos Laguna                               |
| 11          | Patricia Pérez       |  |  | Chivas Tijuana                              |
| 13          | Luz Saucedo          |  |  | —                                           |
| 15          | Dioselina Valderrama |  |  | Bonita Rebel                                |
| 17          | Teresa Worbis        |  |  | Rogers Soccer                               |
| Aanval      |                      |  |  |                                             |
| 9           | Maribel Domínguez    |  |  | Atlanta Beat                                |
| 10          | Iris Mora            |  |  | UC Los Angeles                              |
| 16          | Alma Martinéz        |  |  | Universiteit van Californië - Santa Barbara |

FMF · A-internationals · Selecties · Bondscoaches · Statistieken · Mexicaans vrouwenelftal · Olympisch elftal · Mexico U21 · Mexico U20 · Mexico U19 · Mexico U18 · Mexico U17
1920 – 1949 ·
1950 – 1969 ·
1970 – 1979 ·
1980 – 1989 ·
1990 – 1999 ·
2000 – 2009 ·
2010 – 2019 ·
2020 – 2029
Copa América 1993 ·
Copa América 1995 ·
Copa América 1997 ·
Copa América 1999 ·
Copa América 2001 ·
Copa América 2004 ·
Copa América 2007 ·
Copa América 2011 ·
Copa América 2015 · 
Copa América 2016
WK 1930 ·
WK 1950 ·
WK 1954 ·
WK 1958 ·
WK 1962 ·
WK 1966 ·
WK 1970 ·
WK 1978 ·
WK 1986 ·
WK 1994 ·
WK 1998 ·
WK 2002 ·
WK 2006 ·
WK 2010 ·
WK 2014 · 
WK 2018
OS 1928 ·
OS 1948 ·
OS 1964 ·
OS 1968 ·
OS 1972 ·
OS 1976 ·
OS 1992 ·
OS 1996 ·
OS 2004 ·
OS 2012 ·
OS 2016 ·
OS 2020
1923 ·
1924–1927 ·
1928 ·
1929 ·
1930 ·
1931–1933 ·
1934 ·
1935 ·
1936 ·
1937 ·
1938 ·
1939–1946 ·
1947 ·
1948 ·
1949 ·
1950 ·
1951 ·
1952 ·
1953 ·
1954 ·
1955 ·
1956 ·
1957 ·
1958 ·
1959 ·
1960 ·
1961 ·
1962 ·
1963 ·
1964 ·
1965 ·
1966 ·
1967 ·
1968 ·
1969 ·
1970 · 
1971 · 
1972 · 
1973 · 
1974 · 
1975 · 
1976 · 
1977 · 
1978 · 
1979 · 
1980 · 
1981 · 
1982 · 
1983 · 
1984 · 
1985 · 
1986 · 
1987 · 
1988 · 
1989 · 
1990 · 
1991 · 
1992 · 
1993 · 
1994 · 
1995 · 
1996 · 
1997 · 
1998 · 
1999 · 
2000 · 
2001 · 
2002 · 
2003 · 
2004 · 
2005 · 
2006 · 
2007 · 
2008 · 
2009 · 
2010 · 
2011 · 
2012 · 
2013 · 
2014 · 
2015 · 
2016 ·
2017 ·
2018 ·
2019 ·
2020 ·
2021 ·
2022 ·
2023
Albanië ·
Algerije ·
Angola ·
Argentinië ·
Australië ·
België ·
Belize ·
Bermuda ·
Bolivia ·
Bosnië en Herzegovina ·
Brazilië ·
Bulgarije ·
Canada ·
Chili ·
China ·
Colombia ·
Congo-Kinshasa ·
Costa Rica ·
Cuba ·
Curaçao ·
DDR ·
Denemarken ·
Dominica ·
Duitsland ·
Ecuador ·
Egypte ·
El Salvador ·
Engeland ·
Estland ·
Fiji ·
Finland ·
Frankrijk ·
Gambia ·
Ghana ·
Griekenland ·
Guatemala ·
Guyana ·
Haïti ·
Honduras ·
Hongarije ·
Ierland ·
IJsland ·
Irak ·
Iran ·
Israël ·
Italië ·
Ivoorkust ·
Jamaica ·
Japan ·
Joegoslavië ·
Kameroen ·
Kroatië ·
Liberia ·
Luxemburg ·
Marokko ·
Martinique ·
Nederland ·
Nederlandse Antillen ·
Nicaragua ·
Nieuw-Zeeland ·
Nigeria ·
Noord-Ierland ·
Noord-Korea ·
Noorwegen ·
Oekraïne ·
Oezbekistan ·
Panama ·
Paraguay ·
Peru ·
Polen ·
Portugal ·
Qatar ·
Roemenië ·
Rusland ·
Saint Kitts en Nevis ·
Saint Vincent en de Grenadines ·
Saoedi-Arabië ·
Schotland ·
Senegal ·
Servië ·
Slovenië ·
Slowakije ·
Sovjet-Unie ·
Spanje ·
Suriname ·
Trinidad en Tobago ·
Tsjechië ·
Tsjecho-Slowakije ·
Tunesië ·
Uruguay ·
Venezuela ·
Verenigde Staten ·
Wales ·
Wit-Rusland ·
Zuid-Afrika ·
Zuid-Korea ·
Zweden ·
Zwitserland
Angola (2006) ·
Argentinië (2006) ·
Brazilië (1999) ·
Brazilië (2014) ·
Brazilië (2018) ·
Duitsland (2018) ·
Frankrijk (2010) ·
Iran (2006) ·
Kameroen (2014) ·
Kroatië (2014) ·
Nederland (2014) ·
Portugal (2006) ·
Uruguay (2010) ·
Zuid-Afrika (2010) ·
Zuid-Korea (2018) ·
Zweden (2018)